# Michael Tumpel
Michael Tumpel (* 15. Mai 1964 in Wien) ist österreichischer Wirtschaftswissenschaftler und Professor für Betriebswirtschaftslehre (Steuerlehre) an der Johannes Kepler Universität (JKU) Linz. Er ist Institutsvorstand für betriebswirtschaftliche Steuerlehre.

## Leben
Michael Tumpel studierte Betriebswirtschaftslehre an der Wirtschaftsuniversität Wien, an der er 1993 promovierte. Während seines Doktoratsstudiums war er als Universitätsassistent am Institut für Finanzrecht der WU Wien tätig. Von 1993 bis 1997 war er Universitätsassistent am Institut für Recht und Wirtschaft der Universität Wien. Im Jahr 1994 wurde er Mitglied des Fachsenats für Steuerrecht der Kammer der Wirtschaftstreuhänder und ist Leiter der Arbeitsgruppe Umsatzsteuer. 1997 habilitierte er sich für Finanzrecht und betriebswirtschaftliche Steuerlehre an der Universität Wien. Danach war er außerordentlicher Universitätsprofessor am Institut für Recht und Wirtschaft. Seit 2000 ist er Universitätsprofessor für Betriebswirtschaftslehre mit dem Schwerpunkt betriebswirtschaftliche Steuerlehre an der JKU. Er leitet das Institut für betriebswirtschaftliche Steuerlehre und ist stellvertretender Leiter des Forschungsinstituts für Steuerrecht und Steuermanagement. 2007 absolvierte er einen Forschungsaufenthalt in New York, USA, und war Global Tax Research Fellow an der New York University School of Law.
Michael Tumpel war mit Iris Fischlmayr (1974–2017) verheiratet.
Seit 1983 ist er Mitglied der katholischen Studentenverbindung KÖHV Amelungia Wien im ÖCV.

## Arbeits- und Forschungsschwerpunkte
- Umsatzsteuer
- Europäisches Steuerrecht
- Internationales Steuerrecht
- Internationale Steuerplanung
- Steuerpolitik (Schwerpunkt Kapitalvermögen)

## Preise
- Young Scientists Award der International Fiscal Association (1993 und 1998)
- Albert-Hensel-Preis der Deutschen Steuerjuristischen Gesellschaft (1998)